# Patrick Pemberton
Patrick Alberto Pemberton Bernard (Puerto Limón, 24 de abril de 1982) é um ex-futebolista costarriquenho que atuava como goleiro. 

## Carreira em clubes
Pemberton iniciou a carreira em 2003, mas em sua primeira temporada no Alajuelense, não chegou a atuar. No ano seguinte, foi para o Carmelita, fazendo 14 partidas até 2005, quando voltou ao Alajuelense, onde permanece desde então.
Em 2012, foi eleito o melhor goleiro do Campeonato Costarriquenho pela UNAFUT.

## Seleção
Pela Seleção Costarriquenha de Futebol, Pemberton estreou já aos 28 anos, em 2010. Até hoje, foram 21 partidas disputadas com a camisa dos "Ticos".
Esteve presente na Copa Ouro da CONCACAF 2013, e foi convocaco para a Copa de 2014, como primeiro-reserva de Keylor Navas.